# Triaenops persicus
Triaenops persicus е вид бозайник от семейство Hipposideridae.

## Разпространение
Видът е разпространен в Ангола, Демократична република Конго, Джибути, Етиопия, Замбия, Зимбабве, Йемен, Иран, Кения, Малави, Мозамбик, Обединени арабски емирства, Оман, Пакистан, Сомалия, Танзания и Централноафриканска република.